# Jorge L. Tizón

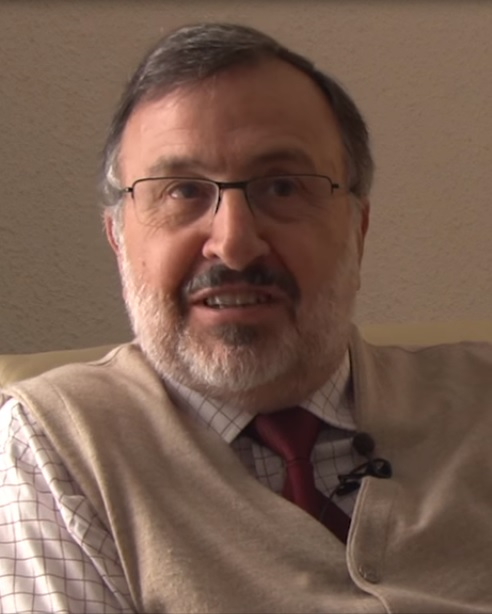
Jorge L. Tizón en 2015

Jorge Tizón es psiquiatra en atención primaria y psicoanalista, además de psicólogo y neurólogo.

## Jorge Luis Tizón García
Nació en La Coruña, Galicia en 1946. Cursó estudios universitarios en la Universidad de Salamanca. En su etapa de formación completó estudios en diversas disciplinas y actualmente es conocido fundamentalmente por sus trabajos en atención primaria. En los últimos años se ha adentrado también en el mundo editorial.

## Su obra
Hay dos líneas generales que fundamentan su trayectoria y publicaciones: El desarrollo de una perspectiva comunitaria integral de la atención a los problemas de salud mental de la población y acerca de la prevención en salud mental y la psicopatología y psicología “basadas en la relación”.
En ese sentido, tanto su trabajo como sus publicaciones se han centrado en:
1) Temas directamente comunitarios, como las relaciones entre salud mental y trabajo social, las migraciones y la salud mental y  las reflexiones psicosociales sobre temas de salud mental.
2) En la línea de Michael Balint de ampliar la formación en los “componentes psicológicos de la asistencia” para profesionales de los servicios comunitarios, tanto sanitarios como de servicios sociales, con particular interés por el que ha sido su línea de trabajo fundamental durante más de 40 años: la atención primaria de salud y la medicina de cabecera.
3) En la extensión de perspectivas comunitaristas y relacionales de la asistencia sanitaria,  en salud mental y en psicoanálisis.
4) Lo cual le ha llevado a trabajar en temas directamente psicosociales, tales como el duelo y  como el humor y el miedo. Es decir, la vida emocional de los seres humanos.
5) En los últimos años en temas de prevención en salud mental, comprensión y atención de las psicosis desde una perspectiva comunitaria y en el replanteamiento teórico y técnico de la psicopatología y la psiquiatría desde una perspectiva centrada en la relación, un tema central en sus escritos y reflexiones a lo largo de su trayectoria.
En consecuencia con lo anterior, desde su plaza de neuropsiquiatra de zona, fue uno de los primeros profesionales que crea una Unidad de Salud Mental en el ámbito de la Seguridad Social, luego  Institut Català de la Salut. Así entre 1982 y 2005 fue el director de la Unidad de Salud Mental que atendía a los barrios de La Verneda, La Pau y La Mina (Barcelona), comprendía dos centros de salud mental de adultos y dos de salud mental infantojuvenil, una unidad funcional de atención a la primera infancia, un equipo para tratamiento integral de Trastornos Mentales Severos, un equipo de investigación sobre esquizofrenia y, entre 1988 y 1999, un centro de atención y seguimiento de drogodependientes. 
En octubre del 2005 fundó el Equipo de Prevención en Salud Mental y Atención Precoz a los Pacientes en riesgo de Psicosis (EAPPP) también en el ámbito del  Institut Catalá de la Salut de Barcelona. El EAPPP, que dirigió entre 2005 y abril del 2011, fue un equipo piloto de la asistencia pública catalana, el primero íntegramente dedicado a la prevención y atención precoz de las psicosis teniendo en cuenta la perspectiva relacional y comunitaria y usando técnicas integradas, psicoterapéuticas, biológicas y psicosociales. El trabajo de dicho equipo fue valorado con el Premio a la Excelencia en Calidad Asistencial en Psiquiatría y Salud Mental del 2009 de la  Fundación Avedis Donabedian.
Su interés por el trabajo comunitario y por programas y servicios comunitaristas, le llevó a participar entre 2004 y 2012 en la redacción de los Planes Directivos para la Salud Mental de Catalunya y en la Comisión Permanente del Plan Director de Salud Mental y Adicciones de Catalunya, en el Consejo Asesor de Salud Mental y Adicciones y en el Consejo Asesor de Inmigración y Cooperación de la Generalidad de Cataluña.
Ha impartido clases en la Universidad de Salamanca, en la Universidad Autónoma de Barcelona y en la Escuela Universitaria de Trabajo Social de la Universidad de Barcelona. Actualmente, en el Instituto Universitario de Salud Mental  Vidal i Barraquer  de la Universidad Ramon Llull (Barcelona) y, como profesor invitado, en diversas universidades e Institutos de Formación de la Sanidad pública, tanto españoles como extranjeros. También es continua su tarea docente como director de seminarios en la Sociedad Española de Psicoanálisis.
Ha dirigido diversos equipos y proyectos de investigación sobre diferentes temas de la especialidad. En la actualidad es organizador de las Jornadas Baetulae que bianualmente, dedican su atención a debatir y  divulgar avances científicos y sociales sobre el tema de la psicosis incipiente y sus repercusiones en la comunidad.
Entre sus contribuciones más recientes está la divulgación del conocimiento científico a través de la colección: Psicopatología y Psicoterapia de la Psicosis - 3P, de Editorial Herder.

## Premios y distinciones recibidos
1983 - Premio Nacional de Investigación en Neuropsiquiatría.
2001 - Premio “Jaime Tomás” de Psicosomática y Psicoanálisis.
2003 - Premio “Josep Trueta” al mérito sanitario de la Generalidad de Cataluña como miembro del Equipo del CAP La Mina.
2007 - Premio de investigación de la revista de Atención Primaria con un trabajo sobre esquizofrenia en atención primaria.
2009 - Premio a la Excelencia en Calidad Asistencial en Psiquiatría y Salud Mental de la Fundación Avedis Donabedian para el equipo que dirigía EAPPP.
2010 - Premio a la Excelencia Profesional del Colegio de Médicos de Barcelona del 2010.

## Libros Publicados
1 Tizón, Jorge L (1978). Introducción a la epistemología de la psicopatología y la psiquiatría. Barcelona: Ariel. p. 222. ISBN 84-344-3940-9. 
2 Tizón, Jorge L (1978). La locura. Barcelona: La Gaya Ciencia. p. 183. ISBN 84-7080-202-X. 
3 Tizón, Jorge L (1982). Apuntes para una Psicología basada en la relación. Barcelona: Hora. p. 432. ISBN 84-85950-11-9. «Otras cinco ediciones en Hogar del Libro-Biblària: Barcelona». 
4 Tizón, Jorge L.; Rossell, MT (1983). Salud Mental y Trabajo Social. Barcelona: Laia. p. 499. ISBN 84-7222-492-2 |isbn= incorrecto (ayuda). «Los autores son compiladores». 
5 Tizón, Jorge L.; De la Lama, E; Díaz-Munguira, JM; Salamero, M (1986). El Biologismo: implicacions teóricas, repercusiones prácticas en la asistencia sanitaria. Barcelona: Informaciones Psiquiatricas. p. 187. «2 tomos publicados como extra en esta revista». 
6 Tizón, Jorge L (1987).  Acadèmia de Ciéncies Médiques de Catalunya i Balears, ed. Components psicológics de la práctica médica: Una perspectiva. p. 522. ISBN 84-600-5037-8. 
7 Tizón, Jorge L (1988). Componentes psicológicos de la práctica médica: Una perspectiva desde la Atención Primaria. Barcelona: Doyma. p. 272. ISBN 84-7592-203-1. «Otras cinco ediciones en Mosby-Doyma y Hogar del libro-Biblària». 
8 Tizón, Jorge L (1988). «Aspectos psicológicos de la salud».  En Casares, R; ,Fernández, J; Vall, O et al., eds. La Salud. Barcelona: Llar del LLibre. pp. 25-51. ISBN 84-7279-327-3. «(en record de Jordi Gol i Gurina)». 
9Tizón, Jorge L (1990).  Fundació Vidal i Barraquer, ed. Atención Primaria de Salud y Psicoanálisis. p. 91. «Serie Monografías, nº1, DL: B 34971-1990». 
10 Tizón, Jorge L (1992). Salud Mental en Atención Primaria y Atención Primaria a la Salud Mental. Doyma. p. 381. ISBN 84-7592-494-8. «Director y co-autor del libro». 
11 Tizón, Jorge L.; Salamero, M; Pellegero, N; Sáinz, F; Atxotegui, J; San José, J; Díaz-Munguira, JM (1993). Migraciones y salud mental: Un análisis psicopatológico tomando como punto de partida la inmigración asalariada en Catalunya. Barcelona: PPU. p. 421. ISBN 84-477-0180-8. 
12 Bofill, P; Tizón, JL. (1994). Qué es el psicoanálisis: Orígenes, temas e instituciones actuales. Barcelona: Herder. p. 368. ISBN 84-254-1830-5. 
13 Tizón, J; San José, J; Nadal, D (1997). Protocolos y programas elementales para la atención primaria a la salud mental. Vol I: Protocolos asistenciales para adultos. Barcelona: Herder. p. 366. ISBN 84-254-2010-5. «Segunda edición en el 2000». 
14 Tizón, J; San José, J; Nadal, D (1997). Protocolos y programas elementales para la atención primaria a la salud mental. Vol II: Atención a la infància. Técnicas grupales. Barcelona: Herder. p. 294. ISBN 84-254-2030-X. 
15 Buitrago, F; Ciurana, R; Chocrón, L; García-Campayo, J; Fernández, MC; Montón, C; Redondo, MJ; Tizón, Jorge L (2001). Guía de Salud Mental en Atención Primaria. Barcelona: Sociedad Española de Medicina de Familia y Comunidad-Programa de Actividades Preventivas y Promoción de la Salud. p. 96. ISBN 84-95681-02-1. 
16 Tizón, Jorge L (2004). Pérdida, pena, duelo: Vivencias, investigación y asistencia. Barcelona: Paidós. p. 836. ISBN 84-493-1589-1. «segunda edición, 2007». 
17 Tizón, Jorge L (2005). El humor en la relación asistencial. Barcelona: Herder. p. 158. ISBN 84-254-2402-X. 
18 Tizón, Jorge L (2007). Psicoanálisis, procesos de duelo y psicosis. Barcelona: Herder. p. 448. ISBN 978-84-254-2535-6. 
19 Tizón, JL; Sforza, M (2008). Días de duelo: Encontrando salidas. Barcelona: Alba. p. 207. ISBN 978-84-8428-372-0. «traducido al italiano como: Giorni di dolore: Como si guarische dalla sofferenza per la perdita di una persona cara. Milano: Mondadori, 2009. (ISBN 978-88-04-58732-3)». 
20 Tizón, JL; Ciurana, R; Fernández, MC (2011). Libro de Casos: Promoción de la Salud Mental desde la Atención Primaria. Barcelona: Herder. p. 315. ISBN 978-84-254-2840-1. «los autores son a su vez compiladores». 
21 Tizón, Jorge L (2011). El poder del miedo: ¿Dónde guardamos nuestros temores cotidianos?. Barcelona: Milenio. p. 369. ISBN 978-84-9743-460-7. «Traducción al catalán El poder de la por: ¿On guardem els nostres temors quotidians? Lleida: Pagés Editors». 
22 Tizón, JL; Clèries, X; Daurella, N (2012). ¿Bioingeniería o medicina?. Barcelona: Red-Ediciones. p. 378. ISBN 978-84-900-7324-7. «los autores son a su vez compiladores». 
23 Tizón, Jorge L (2013). Entender la psicosis. Hacia un enfoque integrador. Barcelona: Herder. p. 440. ISBN 978-84-254-3240-8. 
24 Tizón, Jorge L. (2013). Pérdida, pena, duelo: Vivencia, investigación y asistencia. Barcelona: Herder. ISBN 9788425430855. Archivado desde el original el 7 de enero de 2019.
25 Tizón, Jorge L. (2014). Familia y psicosis: ¿Cómo ayudar en el tratamiento?. Barcelona: Herder. ISBN 9788425432422.
26 Tizón, Jorge L. (2015). Psicopatología del poder. Barcelona: Herder. ISBN 9788425434341.
27 Tizón, Jorge L. (2018). Apuntes para una psicopatología basada en la relación Vol. 1: Psicopatología general. Barcelona: Herder. ISBN 9788425440861. Archivado desde el original el 7 de enero de 2019.
28 Tizón, Jorge L. (2018). Apuntes para una psicopatología basada en la relación Vol. 2: Relaciones dramatizadas, atemorizadas y racionalizadoras. Barcelona: Herder. ISBN 9788425440885. Archivado desde el original el 7 de enero de 2019.